# Wáli István Református Cigány Szakkollégium
A Wáli István Református Cigány Szakkollégium (WISZ) Debrecenben működő, 2011-ben alapított szakkollégium, amelyet a Magyarországi Református Egyház tart fenn.

## Bemutatása
A Wáli István Református Cigány Szakkollégium (WISZ) legfőbb céljának a cigány és/vagy hátrányos helyzetű fiatalok tehetségének felismerését és kibontakoztatását, valamint a református keresztyén cigány értelmiség kinevelésének támogatását tekinti. Szerves részét képező a Magyarországi Református Egyház cigánymissziós szolgálatának és stratégiájának. A diákokkal és tanárokkal közösen megfogalmazott mottója az intézménynek, amely a küldetését tömören fejezi ki: „A célodhoz wisz.” A szakkollégium elsősorban az elhivatott egyetemistákat kívánja támogatni, de törekszik arra is, hogy már középiskolás korban inspirálja a fiatalokat a tanulás fontosságára, példamutatással ösztönözve őket. Azok a fiatalok, akik elsőként lépnek ki családi közegükből, egy olyan támogató közösségre találhatnak a szakkollégiumban, amely személyes odafigyeléssel segíti őket az egyetemi élethez való alkalmazkodásban. A WISZ egy önszerveződő közösségként működik, amely érdemi támogatást nyújt a tehetséges fiatalok sikeres pályafutásához, és hozzájárul a hazai cigány közösségek fejlődéséhez, felzárkózásához.

„Én tehát úgy futok, mint aki előtt nem bizonytalan a cél.”

– 1Kor 9,26

A Wáli István Református Cigány Szakkollégium (WISZ) az alábbiakat kínálja a hallgatóknak:
- Mentorálás
- Hitélet és lelkigondozás
- Képzés, kutatás
- Önkéntesség
- Köztudatosítás
- Ösztöndíj program
- Közösségi programok
- Gyakornoki program[2]

## Az intézmény névadója, Wáli István
Wáli István – aki egy református lelkész fia Dunaalmásról – az 1700-as évek közepén tanult Hollandiában, az utrechti és a leydeni egyetemen. Ott barátságot kötött Srí Lankáról (akkori nevén Ceylon) származó diákokkal, akiknek nyelvét tanulmányozta, és több mint ezer szót lejegyzett. Felfigyelt arra, hogy ezek a szavak hasonlóságot mutatnak a magyarországi cigány nyelv kifejezéseivel. Miután hazatért, győri cigányokat kérdezett meg a szavak jelentéséről, akik gond nélkül meg tudták mondani azokat. Bár Wáli maga nem közölte ezeket az eredményeket, megosztotta másokkal, és ennek hatására 1776-ban Bécsben megjelent egy tanulmány, amely a kutatók érdeklődését is felkeltette. Ez indította el a cigányok indiai eredetének nyelvészeti vizsgálatát. Wáli István így a tudományos cigánykutatás úttörőjének tekinthető, aki már az összehasonlító nyelvészet kialakulása előtt ösztönösen felismerte a nyelvi rokonságot.

## Története
2011 márciusában az evangélikus, a református, a görögkatolikus és a római katolikus egyház (köztük a jezsuita rend), valamint a Magyar Kormány közös szándéknyilatkozatot írtak alá a Keresztény Roma Szakkollégiumi Hálózat (KRSZH) létrehozásáról. A kezdeményezés célja az volt, hogy az ország jelentős egyetemi városaiban működő szakkollégiumokat egységes közösségbe szervezze. Ezen folyamat részeként 2011 májusában a Magyarországi Református Egyház Zsinata határozatot hozott a Wáli István Református Cigány Szakkollégium (WISZ) megalapításáról. A szakkollégium célja, hogy támogassa a cigány és/vagy hátrányos helyzetű tehetséges fiatalok felfedezését és fejlődését, valamint hozzájáruljon egy keresztyén református cigány értelmiségi réteg kialakításához.
A WISZ működését ma a Magyarországi Református Egyház, mint fenntartó, valamint a Tiszántúli Református Egyházkerület, mint helyi befogadó és támogató, missziós tevékenysége részeként biztosítja.

## A csapat
A WISZ csapatának szűkebb köre a napi működés lebonyolításáért felel. A szakkollégium működését az igazgató irányítja, míg a lelkész a spirituális életért felel. A szakkollégiumi működés tartalmi részéért a szakmai vezető felel, a gazdasági ügyekért pedig a gazdasági vezető. A tanulmányi feladatok megszervezése, a hallgatói adminisztráció és a szakkollégiumi ügyek intézése a tanulmányi vezető hatáskörébe tartozik. A mindennapi zökkenőmentes működés biztosítása az operatív ügyintéző feladata. Emellett kisebb mértékben mások is segítik a szakkollégium működését, például projektmenedzser, könyvelő és kommunikációs munkatárs.
A szakkollégium tágabb emberi erőforrásai közé tartoznak az oktatók, mentorok és tutorok. Kapcsolatrendszere ezen túl kiterjed cigány szervezetekre, középiskolákra, lakásotthonokra, tanodákra, valamint egyéb, felzárkózást támogató szervezetekre is.